# René Chancrin
 (juin 2013).
Si vous disposez d'ouvrages ou d'articles de référence ou si vous connaissez des sites web de qualité traitant du thème abordé ici, merci de compléter l'article en donnant les références utiles à sa vérifiabilité et en les liant à la section « Notes et références ».
René Chancrin est un peintre français né à Villeurbanne le 2 avril 1911 et mort à Fréjus le 12 juillet 1981.
Professeur à l'École des beaux-arts de Lyon, il est surtout connu pour ses natures mortes.

## Biographie
René Henri Marius Chancrin étudie Aux Lazaristes à Lyon, puis intègre l'École des beaux-arts de Lyon en 1927 où il est élève de Jacques Laplace et Auguste Morisot. Il expose dès 1928 et en 1934, ses œuvres sont présentées à Paris.
Il est nommé professeur aux Beaux-Arts de Lyon, ce qui lui permet d'être démobilisé lors de la Seconde Guerre mondiale. Influencé par la peinture hollandaise du XVIIIe siècle, il peint notamment des natures mortes.
Il aura notamment pour élèves Henri Lachièze-Rey, Jacques Truphémus, Pierre Doye et Jacques Lescoulié.

## Expositions
- 13 juin-5 septembre 2004 : « Rétrospective René Chancrin », Maison Ravier, Morestel[2].